# Стала Портера
У математиці стала Портера {\displaystyle C} виникає при дослідженні ефективності алгоритму Евкліда. Вона названа на честь Дж. В. Портера з Кардіффського університету.
Алгоритм Евкліда знаходить найбільший спільний дільник двох натуральних чисел {\displaystyle m} і {\displaystyle n}. Ханс Гейльбронн довів, що середня кількість ітерацій алгоритму Евкліда для фіксованого {\displaystyle n} і усереднена за всіма виборами відносно взаємно простих чисел {\displaystyle m<n} дорівнює
{\displaystyle {\frac {12\ln 2}{\pi ^{2}}}\ln n+o(\ln n).}
Портер показав, що залишковий член у цій оцінці є константою, плюс поліноміально мала похибка.
У свою чергу Дональд Кнут оцінив цю константу з високою точністю:
{\displaystyle {\begin{aligned}C&={{6\ln 2} \over {\pi ^{2}}}\left[3\ln 2+4\gamma -{{24} \over {\pi ^{2}}}\zeta '(2)-2\right]-{{1} \over {2}}\\[6pt]&={{{6\ln 2}((48\ln A)-(\ln 2)-(4\ln \pi )-2)} \over {\pi ^{2}}}-{{1} \over {2}}\\[6pt]&=1{,}4670780794\ldots ,\end{aligned}}}
де
{\displaystyle \gamma } — стала Ейлера—Маскероні,
{\displaystyle \zeta } — дзета-функція Рімана,
{\displaystyle A} — стала Глейшера–Кінкеліна.
Дивись послідовність A086237 з Онлайн енциклопедії послідовностей цілих чисел, OEIS:
{\displaystyle -\zeta ^{\prime }(2)={{\pi ^{2}} \over 6}\left[12\ln A-\gamma -\ln(2\pi )\right]=\sum _{k=2}^{\infty }{{\ln k} \over {k^{2}}}.}
{\displaystyle }